# Шабанн, Антуан де
Антуа́н де Шаба́нн (фр. Antoine de Chabannes; 1408 год, Сент-Экзюпери-ле-Рош — 25 декабря 1488 года, Париж) — граф де Даммартен с 1439 года, французский полководец, младший брат коннетабля Жака де Шабанна (фр. Jacques Ier de Chabannes de La Palice, ум. 1453).

## Биография
Был сначала пажом знаменитого Ла Гира, отличился при осаде Орлеана и сопровождал Жанну д’Арк почти во всех её походах.
В 1430-х годах командовал шайкой «потрошителей» и грабил Бургундию, Шампань и Лотарингию. Участвовал сначала в интригах дофина (будущего Людовика XI) против короля, но был последним прощён. Когда дофин открыто выступил войной против отца, против него послали де Шабанна. Шабанн завоевал Дофине, но дофину удалось скрыться у герцога бургундского Филиппа Доброго.
Сделавшись королём, Людовик XI немедленно лишил его всех должностей, конфисковал его имущество и назначил над ним суд. Суд приговорил Шабанна к смертной казни за оскорбление величества, но Людовик XI заменил смертную казнь пожизненным заключением в Бастилии.
В 1465 году де Шабанн бежал и примкнул к составившейся против Людовика XI Лиге общественного блага. После мирного договора в Конфлане, Шабанн получил обратно свои земли; судебный приговор был кассирован и король торжественно объявил его невинным. С этого времени Шабанн сделался одним из ближайших помощников короля, получил от него должность главного распорядителя французского двора (grand-maître de France) и оказал ему, в качестве главнокомандующего, много услуг во время войны Людовика XI с Карлом Смелым, графами Фуа и Арманьяком и другими мятежными вассалами.
В конце царствования Людовика XI де Шабанн снова впал в немилость и был удалён от двора до воцарения нового короля Карла VIII, назначившего его в 1485 году правителем Парижа.
Жизнеописание Антуана де Шабанна составил его биограф, королевский секретарь и парижский нотариус Жан Ле Клерк.

### Под руководством Жанны Д'Арк
Став рыцарем, Шабан в 15-летнем возрасте участвовал в битве при Краване вместе со своим старшим братом и капитаном пехотной роты Этьеном де Шабанном (Гюгом II), погибшим в этом сражении.
В следующем году Антуан снова был на стороне Ля-Гира и Потона де Сентрайля в битве при Вернёе, где он был захвачен англичанами.
Пораженный его молодостью и хорошим поведением, герцог БедфордДжон Ланкастерский передал его Жаку I де Шабанну без выкупа. Вскоре после освобождения Антуан поступил на службу к герцогу Карлу Бурбонскому. В 1428 году после начала осады Орлеана Антуан де Шабанн предпринял несколько вторжений, английские войска взяли его в плен в Шато-де-Дурдан в Юрепуа, откуда он вышел на свободу при соучастии прево Парижа Симона Морье.
Вновь захваченный врагом, а затем освобожденный, он отличился при осаде Орлеана в 1429 году под руководством Жанны д’Арк и участвовал в сражениях при Жаржо, Пате, Компьене и Преси-сюр-Уаз.

### Капитан живодёров. Обретение графского титула (1435—1439)

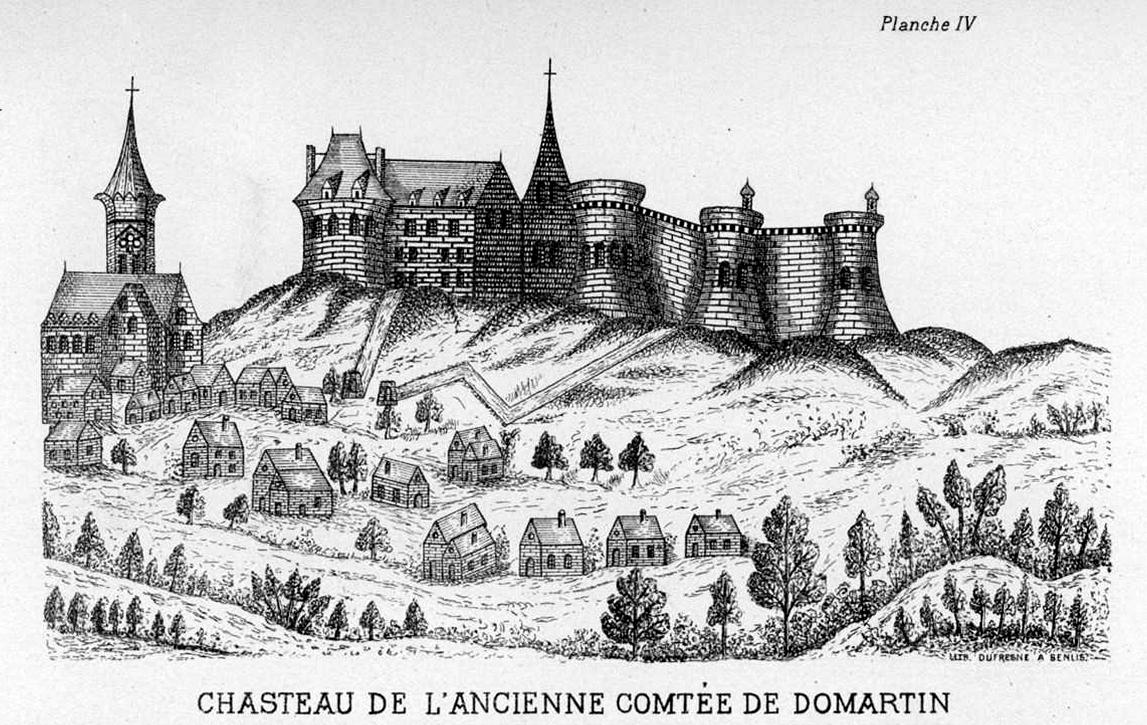
Шато Даммартен.

В 1435 году Антуан де Шабан оставил регулярную армию, чтобы стать одним из лидеров наёмников на королевском содержании (живодёров), отметившихся грабежами Бургундии, Шампани и Лотарингии.
После битвы при Монтепийои французы захватили ряд владений герцогства Валуа (Компьень, Крепи-ан-Валуа, владение Даммартин). Последнее, приписанное королем Генрихом VI 7 июня 1427 года сиру де Вержи, было передано в 1430 году сеньору Аси Рено де Нантёю.
7 сентября 1439 года 31-летний Антуан де Шабанн женился на 17-летней Маргарите де Нантей, ставшей наследницей владений отца после смерти брата.

### На службе герцога Бурбона

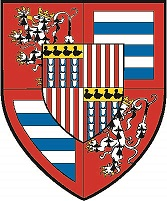
Личный герб.

В 1440 году Антуан сблизился с герцогом Бурбонн Карлом I, где его старший брат Жак I Шабанн владел несколькими сеньориями. 22 июля 1440 года стал сеньором, занимающим должность герцога Шательни де Шаверош (Шаврош).
За два дня до заключения положившего конец прагерии Кюссейского договора, рыцарь договорился с герцогом Бурбоннским Жаном II о займе в 10 000 золотых крон в обмен на доход от дарованного герцогом капитанства герцогского кастеляна Шавероша (Шаврош). Его брат Жак стал 2 августа 1440 года капитаном замка и châtellenie of Шантеля.
Приобретение этого поместья, которое в конце XIV века, по словам Мишеля де Мароля, входило в состав графства Невер, дало Антуану де Шабанну первый земельный, сеньориальный и доменный доход весьма большого значения. 2 августа 1440 г. его брат и сенешаль Бурбонне Жак I де Шабанн стал капитаном замка и кастелянства Шантель.

## Супруга
Маргарита де Нантёй (Marguerite de Nanteuil; 1422 — 13 октября 1475).